# Postolin (gromada w powiecie milickim)
Postolin – dawna gromada, czyli najmniejsza jednostka podziału terytorialnego Polskiej Rzeczypospolitej Ludowej w latach 1954–1972.
Gromady, z gromadzkimi radami narodowymi (GRN) jako organami władzy najniższego stopnia na wsi, funkcjonowały od reformy reorganizującej administrację wiejską przeprowadzonej jesienią 1954 do momentu ich zniesienia z dniem 1 stycznia 1973, tym samym wypierając organizację gminną w latach 1954–1972.
Gromadę Postolin z siedzibą GRN w Postolinie utworzono – jako jedną z 8759 gromad na obszarze Polski – w powiecie milickim w woj. wrocławskim, na mocy uchwały nr 22/54 WRN we Wrocławiu z dnia 2 października 1954. W skład jednostki weszły obszary dotychczasowych gromad Postolin, Kaszowo, Miłochowice i Pracze ze zniesionej gminy Milicz oraz tereny leśne o łącznej powierzchni 81 ha (położone w oddziałach leśnych 281–285 Nadleśnictwa Milicz) z miasta Milicza w tymże powiecie, a także tereny leśne Nadleśnictwa Kubryk i Młóciny o łącznej powierzchni 5.9871,01 ha ze zniesionej gminy Czeszów w powiecie trzebnickim w tymże województwie. Dla gromady ustalono 11 członków gromadzkiej rady narodowej.
1 stycznia 1960 gromadę zniesiono, a jej obszar włączono do gromad: Sławoszowice (wsie Postolin, Kaszowo i Miłochowice) i Sułów (wieś Pracze) w tymże powiecie.